# Contea di Caroline (Virginia)
La contea di Caroline (in inglese Caroline County) è una contea dello Stato della Virginia, negli Stati Uniti. La popolazione al censimento del 2000 era di 22 121 abitanti. Il capoluogo di contea è Bowling Green.